# Sīāveh Rūd (ort)
Sīāveh Rūd (persiska: سياهرود, سِياه رود, سياه وُرود, سِياه وَرود, سياه وَرود, سيّاه وَرود, سياوه رود, Sīāhrūd) är en ort i Iran.   Den ligger i provinsen Zanjan, i den nordvästra delen av landet, 280 km nordväst om huvudstaden Teheran. Sīāveh Rūd ligger 1 307 meter över havet och antalet invånare är 712.
Terrängen runt Sīāveh Rūd är varierad. Sīāveh Rūd ligger nere i en dal. Runt Sīāveh Rūd är det ganska glesbefolkat, med 47 invånare per kvadratkilometer. Närmaste större samhälle är Chavarzaq, 15,5 km sydväst om Sīāveh Rūd. Trakten runt Sīāveh Rūd består i huvudsak av gräsmarker.